# Rückstands-Höchstmengenverordnung
Die Rückstands-Höchstmengenverordnung setzt in Deutschland Höchstmengen von Stoffen fest, die in oder auf Lebensmitteln beim gewerbsmäßigen Inverkehrbringen nicht überschritten sein dürfen. Die Stoffe sind in den Anlagen zur Verordnung aufgelistet.
Siehe auch:
- Verordnung (EG) Nr. 396/2005 des Europäischen Parlaments und des Rates vom 23. Februar 2005 über Höchstgehalte an Pestizidrückständen in oder auf Lebens- und Futtermitteln pflanzlichen und tierischen Ursprungs
- Verordnung (EG) Nr. 470/2009 über Rückstandshöchstmengen pharmakologisch wirksamer Stoffe in Lebensmitteln tierischen Ursprungs